# Aloisio (nome)
Aloisio  è un nome proprio di persona italiano maschile.

## Varianti
- Femminili: Aloisia[1][2]

### Varianti in lingua straniera
- Catalano: Aloís[3], Aloït[3]
- Ceco: Alois[4]
- Croato: Alojz[4], Alojzije[4]
  - Femminili: Alojzija[5]
- Inglese: Aloysius[4]
- Irlandese: Alaois[4]
- Latino: Aloysius[4][6]
- Occitano medievale: Aloys[4]
- Olandese: Aloysius[4]
- Polacco: Alojzy[4]
- Portoghese: Aloísio[4]
- Slovacco: Alojz[4]
  - Femminili: Alojzia[5]
- Sloveno: Alojz[4], Alojzij[4]
  - Ipocoristici: Lojze[4]
  - Femminili: Alojzija[5]
- Spagnolo: Aloísio[3], Aloíso[3], Aloíto[3]
- Tedesco: Alois[4], Aloysius[4]
  - Femminili: Aloisia[5]
- Ungherese: Alajos[4]

## Origine e diffusione
Si tratta di un nome allotropo di Luigi, Ludovico, Aligi, Alvise e Clodoveo. Etimologicamente, tutti questi nomi risalgono infatti al germanico Hlodwig, composto da hlod ("fama", "gloria") e wig ("battaglia").
Il nome "Aloisio", nella specifico, deriva da una forma occitano medievale dell'originale germanico, Aloys, latinizzata poi in Aloysius e diffusasi in Italia. Il nome prese piede in ambienti cattolici, specie nel XIX secolo, per via del culto di san Luigi Gonzaga, noto anche con il nome di "Aloisio Gonzaga". Va notato che la maggioranza delle occorrenze della forma femminile, Aloisia, risalgono al XVI e XVII secolo, e potrebbero costituire delle evoluzioni di Eloisa.

## Onomastico
Data l'origine comune, l'onomastico si può festeggiare lo stesso giorno di Luigi o Ludovico; esistono comunque due beati che hanno portato questo nome: Alojs Andritzki, sacerdote tedesco martire a Dachau, commemorato il 3 febbraio, e Alojzije Viktor Stepinac, cardinale croato, ricordato il 10 febbraio.

## Persone

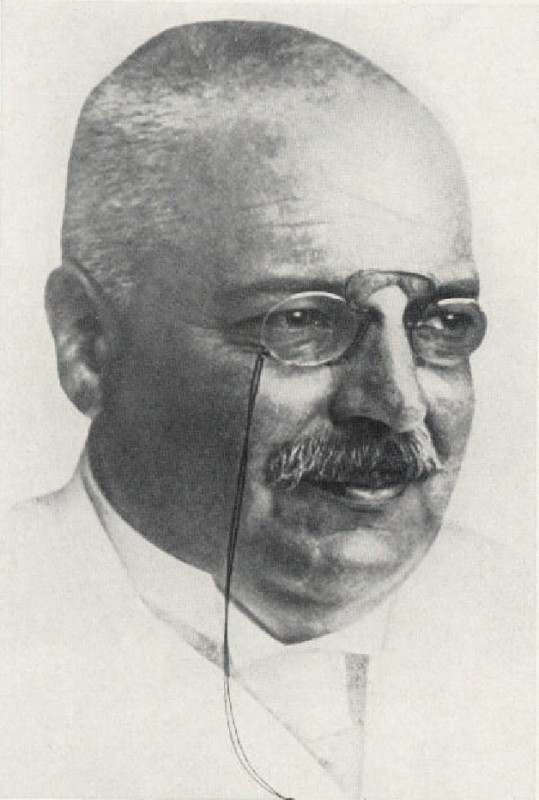
Alois Alzheimer

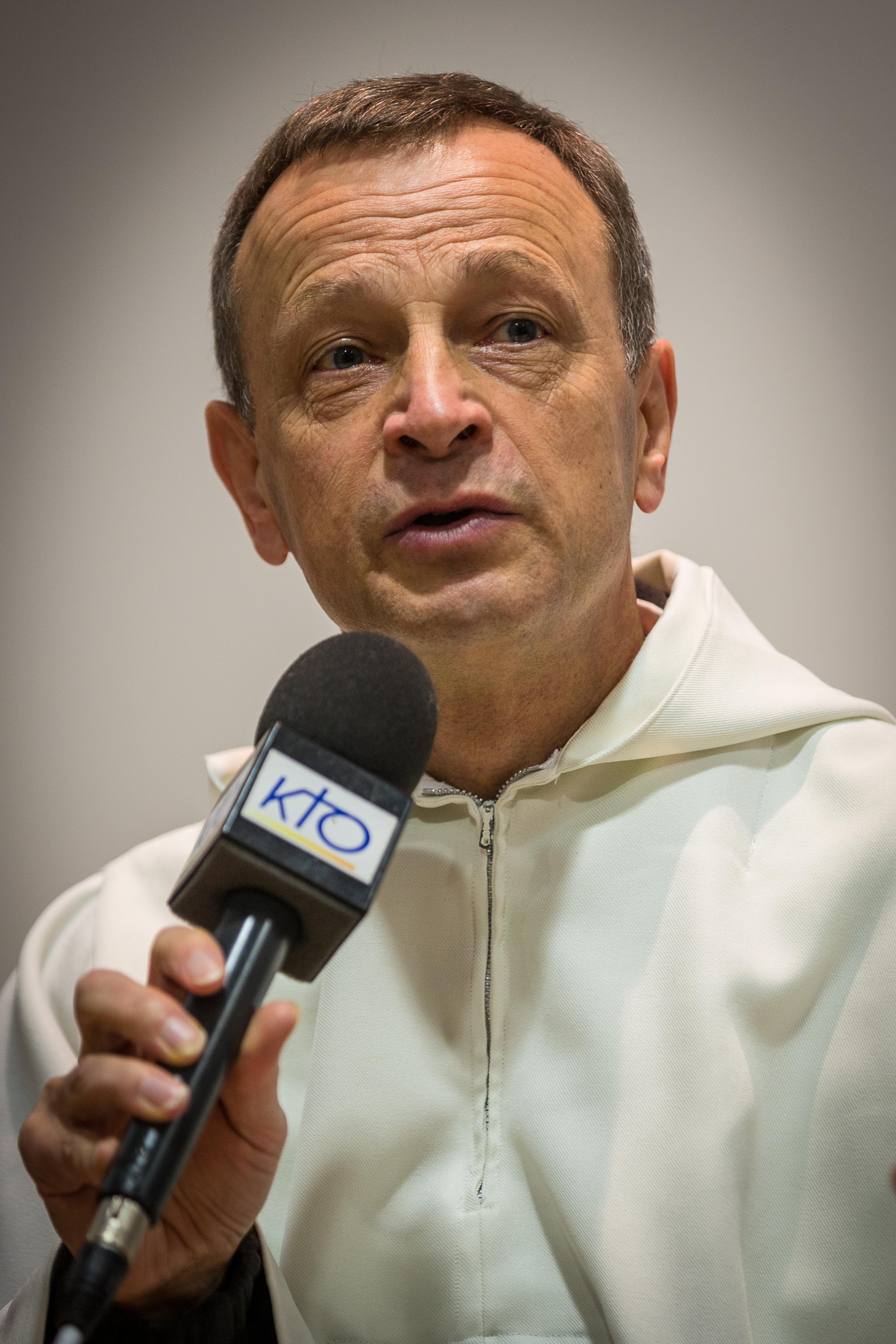
Alois Löser

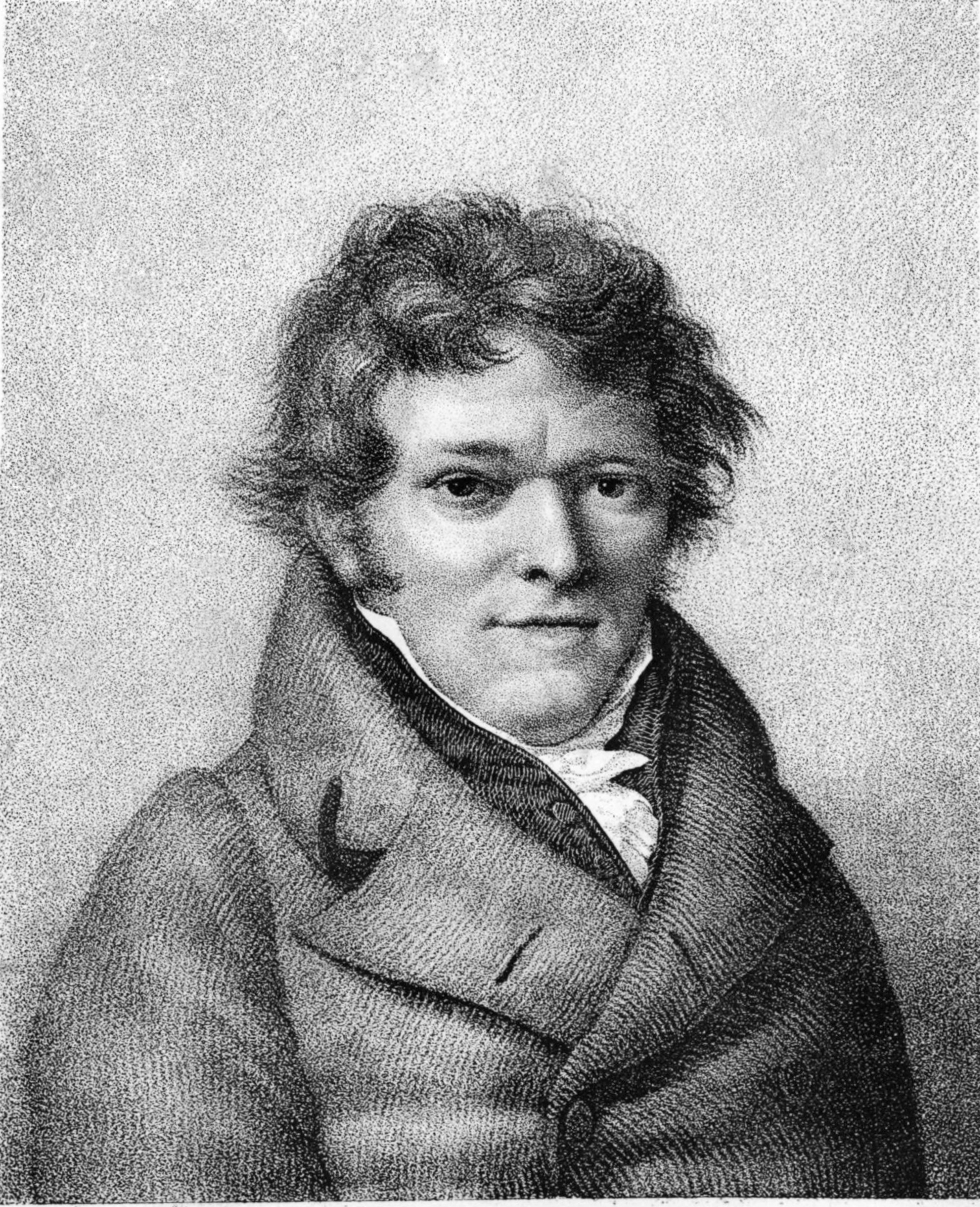
Alois Senefelder

- Aloisio da Carcano o "da Milano", architetto italiano
- Aloisio del Liechtenstein (1846-1920), principe del Liechtenstein
- Aloisio del Liechtenstein (1869-1955), principe del Liechtenstein
- Aloisio di Löwenstein-Wertheim-Rosenberg, politico tedesco
- Aloisio il Nuovo, architetto italiano
- Aloisio Gonzaga, nobile e condottiero italiano

### Variante Aloísio
- Aloísio José da Silva, calciatore brasiliano
- Aloísio dos Santos Gonçalves, calciatore brasiliano
- Aloísio Leo Arlindo Lorscheider, cardinale e arcivescovo cattolico brasiliano
- Aloísio Pires Alves, calciatore brasiliano

### Variante Alois
- Alois Alzheimer, psichiatra e neuropatologo tedesco
- Alois Carigiet, pittore, disegnatore e scrittore svizzero
- Alois Eliáš, politico e militare cecoslovacco
- Alois Hába, compositore ceco
- Alois Hitler, padre di Adolf Hitler
- Alois Hudal, vescovo cattolico austriaco
- Alois Kothgasser, arcivescovo cattolico austriaco
- Alois Lexa von Aehrenthal, politico e diplomatico austriaco
- Alois Löser, meglio conosciuto come frère Alois, monaco tedesco
- Alois Musil, arabista, esploratore e scrittore cecoslovacco
- Alois Riegl, storico dell'arte austriaco
- Alois Senefelder, inventore e commediografo austriaco
- Alois Šmolík, ingegnere aeronautico cecoslovacco
- Alois Stadlober, fondista austriaco

### Variante Aloysius

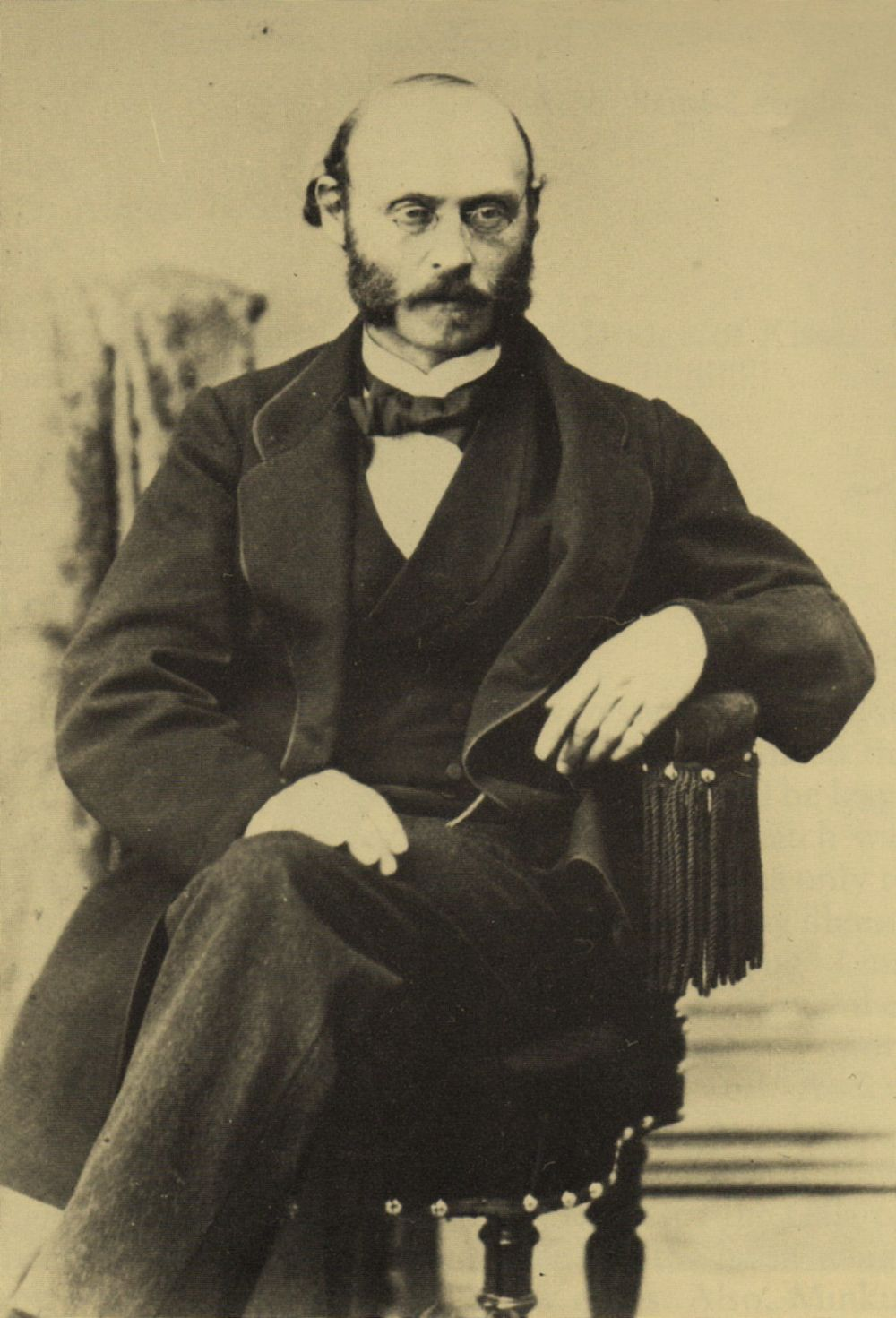
Aloisius Ludwig Minkus

- Aloysius Ambrozic, cardinale e arcivescovo cattolico canadese
- Aloysius Bertrand, poeta francese
- Aloysius Joseph Muench, cardinale e arcivescovo cattolico statunitense

### Altre varianti maschili
- Alojs Andritzki, presbitero tedesco
- Aloïs Catteau, ciclista su strada belga
- Alojzy Feliński, scrittore e drammaturgo polacco
- Alojz Gradnik, poeta sloveno
- Aloisius Ludwig Minkus, musicista e compositore austriaco
- Alojz Rebula, scrittore sloveno
- Alojzije Stepinac, cardinale e arcivescovo cattolico croato
- Alojzij Šuštar, arcivescovo cattolico sloveno
- Aloys Paul Trabucco, medico italiano
- Aloys Thomas Raimund von Harrach, diplomatico austriaco

### Varianti femminili
- Aloïse Corbaz, pittrice svizzera
- Aloisia Gonzaga, nobile italiana
- Aloisia de Luna, nobile italiana
- Aloysia Weber, soprano tedesco

## Il nome nelle arti
- Aloysius Pendergast è un personaggio creato dagli scrittori Douglas Preston e Lincoln Child.
- Aloysius Minch è un personaggio del videogioco EarthBound.